# Ángela Ruiz
Pour les articles homonymes, voir Ruiz.
Ángela Ruiz Rosales, née le 29 juillet 2006 à Saltillo, est une archère mexicaine. Elle est médaillée de bronze olympique par équipes en 2024.

## Carrière
En 2023, elle remporte la médaille d'argent par équipes avec Aída Román et Alejandra Valencia face aux Américaines lors des Jeux panaméricains.
Sélectionnée pour les Jeux olympiques d'été de 2024, elle est la plus jeune membre de la délégation mexicaine. Là, elle remporte la médaille de bronze par équipes avec Alejandra Valencia et Ana Paula Vázquez face aux Néerlandaises, 6 à 2.